# Liga Asobal 2010/11
Die Liga Asobal ist die höchste Spielklasse im spanischen Handball. Die Saison 2010/2011 war die 51. in ihrer Geschichte.
Ciudad Real war der Titelverteidiger, die ihren 5. Titel in der vorherigen Saison gewonnen hatten. Die Saison begann am Samstag, den 11. September 2010 und endete am Samstag, den 21. Mai 2011. Der Tabellenführer nach dem 30. Spieltag war automatisch Spanischer Meister 2011. Insgesamt 16 Mannschaften kämpften um die Meisterschaft, von denen bereits 14 Mannschaften in der Saison 2009/10 gewetteifert hatten, und von denen zwei aus der División de Honor B aufgestiegen waren.

## Vereine und Spielstätten
Die Tabelle zeigt die Vereine mit dazugehöriger Heimspielstätte und deren Zuschauerkapazität.

In der Karte kann man die Lage der Vereine in Spanien sehen.
| Verein                | Spielstätte                                   | Kapazität |
| --------------------- | --------------------------------------------- | --------- |
| CAI BM Aragón         | Pabellón Príncipe Felipe                      | 12.000    |
| FC Barcelona          | Palau Blaugrana                               | 7.500     |
| BM Ciudad Real        | Quijote Arena                                 | 5.863     |
| Quabit BM Guadalajara | Palacio Multiusos de Guadalajara              | 5.800     |
| BM Granollers         | Palacio de Deportes de Granollers             | 5.685     |
| Ademar León           | Palacio de los Deportes de León               | 5.000     |
| CB Torrevieja         | Polideportivo Su Alteza Real Infanta Cristina | 4.500     |
| CB Ciudad de Logroño  | Palacio de los Deportes de La Rioja           | 3.851     |
| BM Valladolid         | Polideportivo Huerta del Rey                  | 3.502     |
| JD Arrate             | Polideportivo de Ipurúa                       | 3.500     |
| BM Alcobendas         | Pabellón Amaya Valdemoro                      | 3.000     |
| SDC San Antonio       | Pabellón Universitario de Navarra             | 3.000     |
| Antequera 2010        | Pabellón Municipal Fernando Argüelles         | 2.575     |
| Alser Puerto Sagunto  | Pabellón Municipal                            | 2.500     |
| Cuenca 2016           | Pabellón Municipal El Sargal                  | 1.900     |
| Toledo BM             | Pabellón Municipal Javier Lozano              | 1.700     |

## Tabelle
Die Tabelle der Liga Asobal 2011 zeigt die Tabellenkonstellation.
Der Erstplatzierte am 30. Spieltag war Spanischer Meister 2011.
|     | Verein                    | Sp | S  | U | N  | Tore        | Diff. | Punkte  |
| 1.  | FC Barcelona (P)          | 30 | 29 | 0 | 1  | 1020 : 0767 | + 253 | 58 : 02 |
| 2.  | BM Ciudad Real (M)        | 30 | 27 | 0 | 3  | 0986 : 0777 | + 209 | 54 : 06 |
| 3.  | Ademar León               | 30 | 21 | 1 | 8  | 0912 : 0795 | + 117 | 43 : 17 |
| 4.  | BM Granollers             | 30 | 19 | 5 | 6  | 0938 : 0855 | + 083 | 43 : 17 |
| 5.  | BM Valladolid             | 30 | 20 | 1 | 9  | 0911 : 0786 | + 125 | 41 : 19 |
| 6.  | BM Aragón                 | 30 | 18 | 4 | 8  | 0901 : 0853 | + 048 | 40 : 20 |
| 7.  | SDC San Antonio           | 30 | 15 | 2 | 13 | 0853 : 0832 | + 021 | 32 : 28 |
| 8.  | Cuenca 2016               | 30 | 13 | 2 | 15 | 0814 : 0836 | − 022 | 28 : 32 |
| 9.  | CB Ciudad de Logroño      | 30 | 13 | 0 | 17 | 0821 : 0843 | − 022 | 26 : 34 |
| 10. | Antequera 2010            | 30 | 11 | 2 | 17 | 0796 : 0873 | − 077 | 24 : 36 |
| 11. | C.BM. Torrevieja          | 30 | 10 | 2 | 18 | 0762 : 0852 | − 090 | 22 : 38 |
| 12. | Alser Puerto Sagunto (A)  | 30 | 8  | 5 | 17 | 0813 : 0884 | − 071 | 21 : 39 |
| 13. | Quabit BM Guadalajara (A) | 30 | 6  | 6 | 18 | 0832 : 0919 | − 087 | 18 : 42 |
| 14. | J.D. Arrate               | 30 | 5  | 4 | 21 | 0737 : 0878 | − 141 | 14 : 46 |
| 15. | Toledo BM                 | 30 | 4  | 3 | 23 | 0799 : 0945 | − 146 | 11 : 49 |
| 16. | BM Alcobendas             | 30 | 1  | 3 | 26 | 0730 : 0930 | − 200 | 05 : 55 |

### Entscheidungen
|     | Spanischer Meister/Teilnahme an der EHF Champions League |
|     | Teilnahme an der EHF Champions League                    |
|     | Teilnahme am EHF-Pokal                                   |
|     | Teilnahme am Europapokal der Pokalsieger                 |
|     | Abstieg in die 2. Liga                                   |
| (M) | amtierender Spanischer Meister                           |
| (P) | amtierender Copa-del-Rey-de-Balonmano-Sieger             |
| (A) | Aufsteiger der letzten Saison                            |

Die Anzahl der Teilnehmer, die eine Nation im internationalen Geschäft stellen darf, ergibt sich aus der EHF-Rangliste. Je besser die Nation platziert ist, desto mehr Mannschaften sind für die Champions League startberechtigt.

## Kreuztabelle
Die Kreuztabelle stellte die Ergebnisse aller Spiele der Saison 2010/2011 dar. Die Heimmannschaft ist in der linken Spalte, die Gastmannschaft in der oberen Zeile aufgelistet.
| 2010/11                  | BM Ciudad Real | FC Barcelona | BM Valladolid | Ademar León | CB Ciudad de Logro | Portland San Antonio | BM Aragon |         |         | BM Cuenca 2016 | BM Antequera | BM Torrevieja |         |         |         | Rayet Guadalajara |
| ------------------------ | -------------- | ------------ | ------------- | ----------- | ------------------ | -------------------- | --------- | ------- | ------- | -------------- | ------------ | ------------- | ------- | ------- | ------- | ----------------- |
| BM Ciudad Real           |                | 30:27        | 27:17         | 37:31       | 31:25              | 30:22                | 36:25     | 31:25   | 40:27   | 34:25          | 34:24        | 34:23         | 38:25   | 37:24   | 36:28   | 35:27             |
| FC Barcelona             | 27:24          |              | 36:23         | 28:27       | 35:30              | 35:25                | 33:24     | 36:29   | 45:25   | 35:22          | 36:25        | 34:25         | 39:28   | 46:28   | 41:29   | 36:22             |
| BM Valladolid            | 25:26          | 22:26        |               | 27:28       | 29:21              | 39:25                | 31:30     | 28:31   | 35:23   | 32:22          | 34:26        | 28:24         | 32:20   | 44:21   | 36:27   | 42:26             |
| Ademar León              | 34:41          | 24:30        | 21:21         |             | 30:21              | 36:27                | 33:23     | 37:36   | 37:14   | 30:23          | 37:25        | 33:27         | 33:20   | 37:22   | 41:31   | 30:27             |
| CB Ciudad de Logroño     | 17:27          | 25:30        | 23:26         | 24:23       |                    | 23:24                | 22:25     | 31:33   | 32:23   | 30:36          | 32:22        | 25:24         | 28:29   | 37:27   | 33:25   | 32:30             |
| Portland San Antonio     | 31:30          | 25:26        | 28:31         | 34:24       | 23:25              |                      | 33:28     | 27:29   | 35:28   | 29:25          | 30:24        | 27:28         | 33:26   | 34:28   | 30:26   | 32:26             |
| CAI BM Aragón            | 27:26          | 30:32        | 35:31         | 24:25       | 33:25              | 30:27                |           | 32:27   | 31:18   | 37:31          | 33:26        | 31:18         | 32:28   | 30:28   | 31:23   | 32:29             |
| BM Granollers            | 27:34          | 23:31        | 35:34         | 31:30       | 34:27              | 33:23                | 32:32     |         | 31:22   | 28:28          | 36:28        | 29:18         | 35:25   | 33:31   | 39:28   | 39:22             |
| BM. Alcobendas           | 26:36          | 23:36        | 23:35         | 21:29       | 26:40              | 27:29                | 25:25     | 30:33   |         | 18:28          | 19:22        | 23:29         | 27:27   | 27:29   | 24:27   | 27:31             |
| BM Cuenca 2016           | 24:36          | 24:36        | 28:31         | 26:27       | 34:24              | 28:24                | 29:30     | 23:24   | 27:25   |                | 25:29        | 27:24         | 35:25   | 29:24   | 25:21   | 31:31             |
| Club Balonmano Antequera | -- : --        | -- : --      | -- : --       | -- : --     | -- : --            | -- : --              | -- : --   | -- : -- | -- : -- | -- : --        |              | -- : --       | -- : -- | -- : -- | -- : -- | -- : --           |
| BM Torrevieja            | -- : --        | -- : --      | -- : --       | -- : --     | -- : --            | -- : --              | -- : --   | -- : -- | -- : -- | -- : --        | -- : --      |               | -- : -- | -- : -- | -- : -- | -- : --           |
| J.D. Arrate              | -- : --        | -- : --      | -- : --       | -- : --     | -- : --            | -- : --              | -- : --   | -- : -- | -- : -- | -- : --        | -- : --      | -- : --       |         | -- : -- | -- : -- | -- : --           |
| Toledo BM                | -- : --        | -- : --      | -- : --       | -- : --     | -- : --            | -- : --              | -- : --   | -- : -- | -- : -- | -- : --        | -- : --      | -- : --       | -- : -- |         | -- : -- | -- : --           |
| Alser Puerto Sagunto     | -- : --        | -- : --      | -- : --       | -- : --     | -- : --            | -- : --              | -- : --   | -- : -- | -- : -- | -- : --        | -- : --      | -- : --       | -- : -- | -- : -- |         | -- : --           |
| Rayet Guadalajara        | -- : --        | -- : --      | -- : --       | -- : --     | -- : --            | -- : --              | -- : --   | -- : -- | -- : -- | -- : --        | -- : --      | -- : --       | -- : -- | -- : -- | -- : -- |                   |